# سفينة الدوار

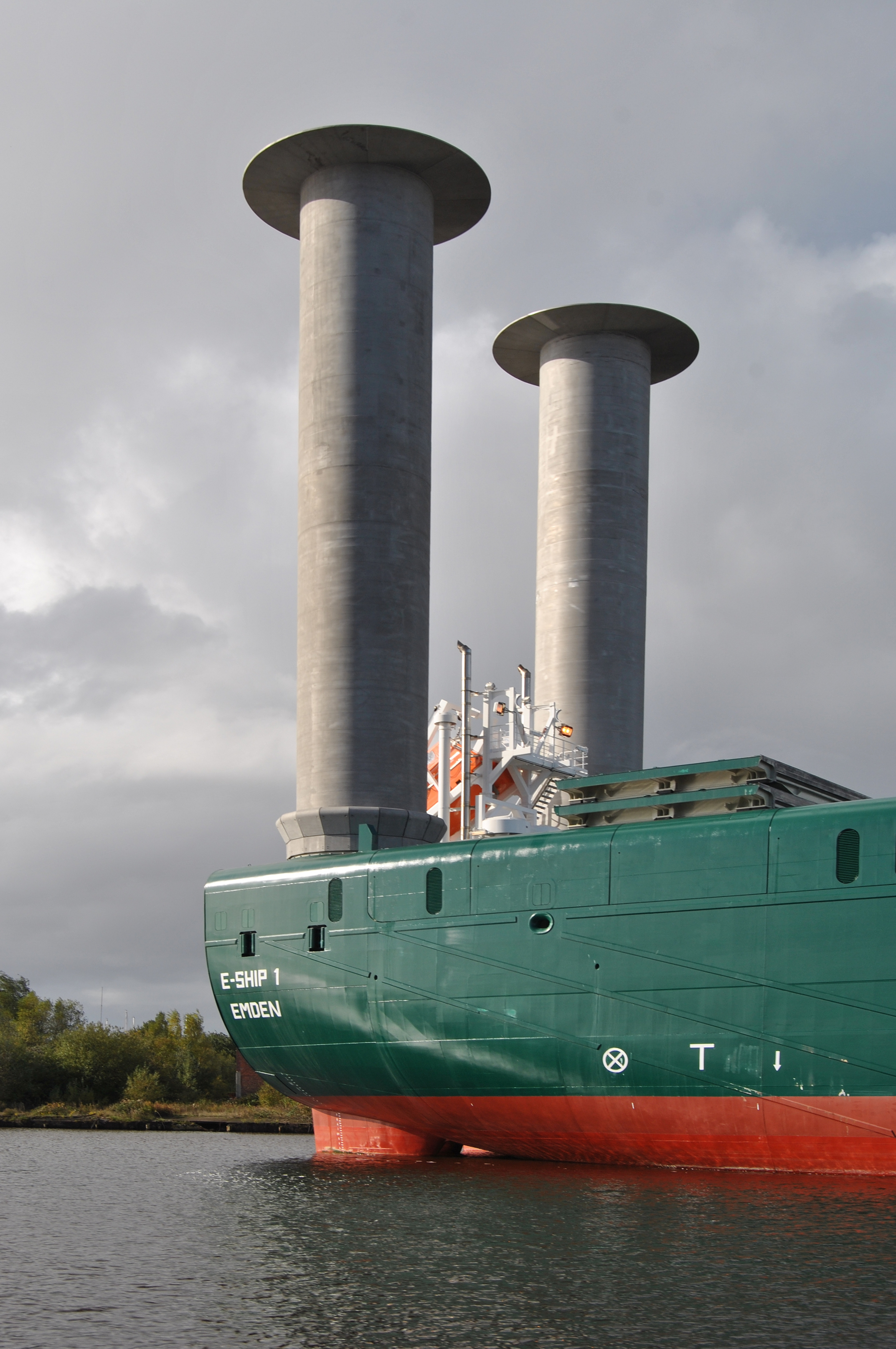
سفينة دوارة سفينة إي 1

السفينة الدوارة هي نوع من السفن المصممة لاستخدام تأثير ماغنوس للدفع. يتم دفع السفينة، جزئيًا على الأقل، بواسطة دوارات رأسية كبيرة تعمل بالطاقة، تعرف أحيانًا بأالاشرعة الدوارة. كان المهندس الألماني أنطون فليتنر أول من قام ببناء سفينة حاولت استغلال قوة الدفع هذه، والسفن التي تستخدم نوع الدوار الخاص بها تُعرف أحيانًا باسم سفن فليتنر.
تأثير ماغنوس هو قوة تعمل على جسم دوار في مجرى هواء متحرك، مما ينتج قوة متعامدة مع كل من اتجاه المجرى الجوي ومحور الدوار.

## التاريخ

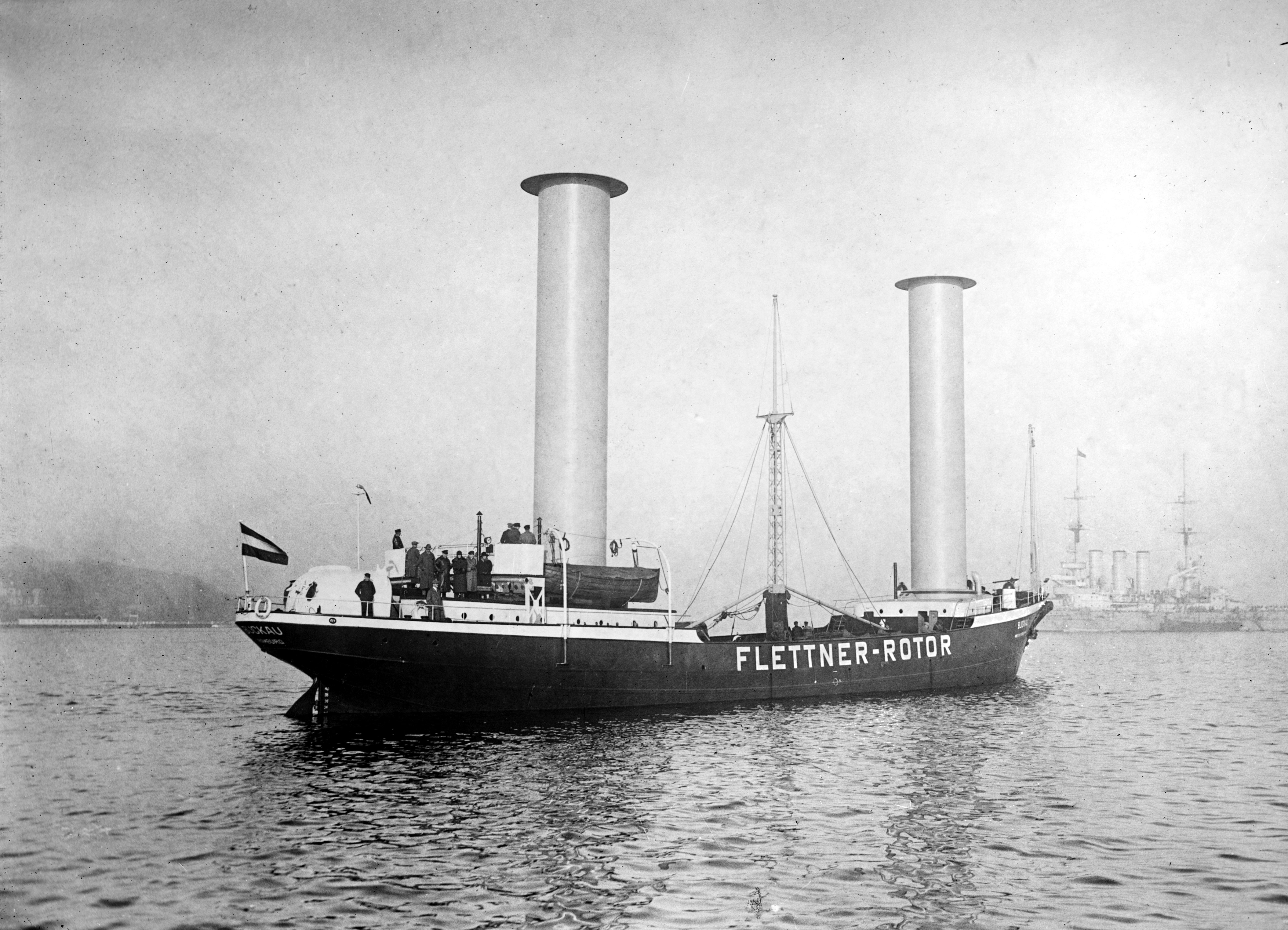
السفينة الدوارة بوكاو

### الرواد
كان المهندس الألماني أنطون فليتنر أول من قام ببناء سفينة حاولت استخدام تأثير ماغنوس للدفع.   وبمساعدة ألبرت بيتز، وجاكوب أكريت، ولودفيغ براندتل، قام فليتنر ببناء سفينة دوارة تجريبية. أكتوبر 1924 أنهت فريدريش كروب بناء سفينة كبيرة ذات دورين تسمى باكو.  كانت السفينة عبارة عن سفينة شحن مجددة تحمل أسطوانتين (أو دوارات) بارتفاع حوالي 15 متر (49 قدم)، وقطر 3 متر (9.8 قدم)، مدفوعًة بنظام دفع كهربائي يبلغ 50 حصان (37 كـو). [بحاجة لمصدر]